# 三崎宏美
三崎 宏美（みさき ひろみ、1976年8月13日 - ）は、福井県福井市出身のライフル射撃選手。シドニーオリンピック、アテネオリンピック代表。福井県立足羽高等学校、日本大学卒業。(株)日立情報システムズ所属。

## 略歴
- 先に射撃をやっていた姉の影響で、高校入学後射撃部に入部。
- 1999年 ワールド杯で2位
- 2000年 初の五輪出場。10mエアライフルで15位、50mスモールボアライフル3姿勢で37位。
- 2003年 ワールド杯で1位。
- 2004年 ワールド杯で1位。
- 2004年 アテネオリンピックの10mエアライフルで22位、50mライフル3姿勢で24位。